# 사이키 아키타카

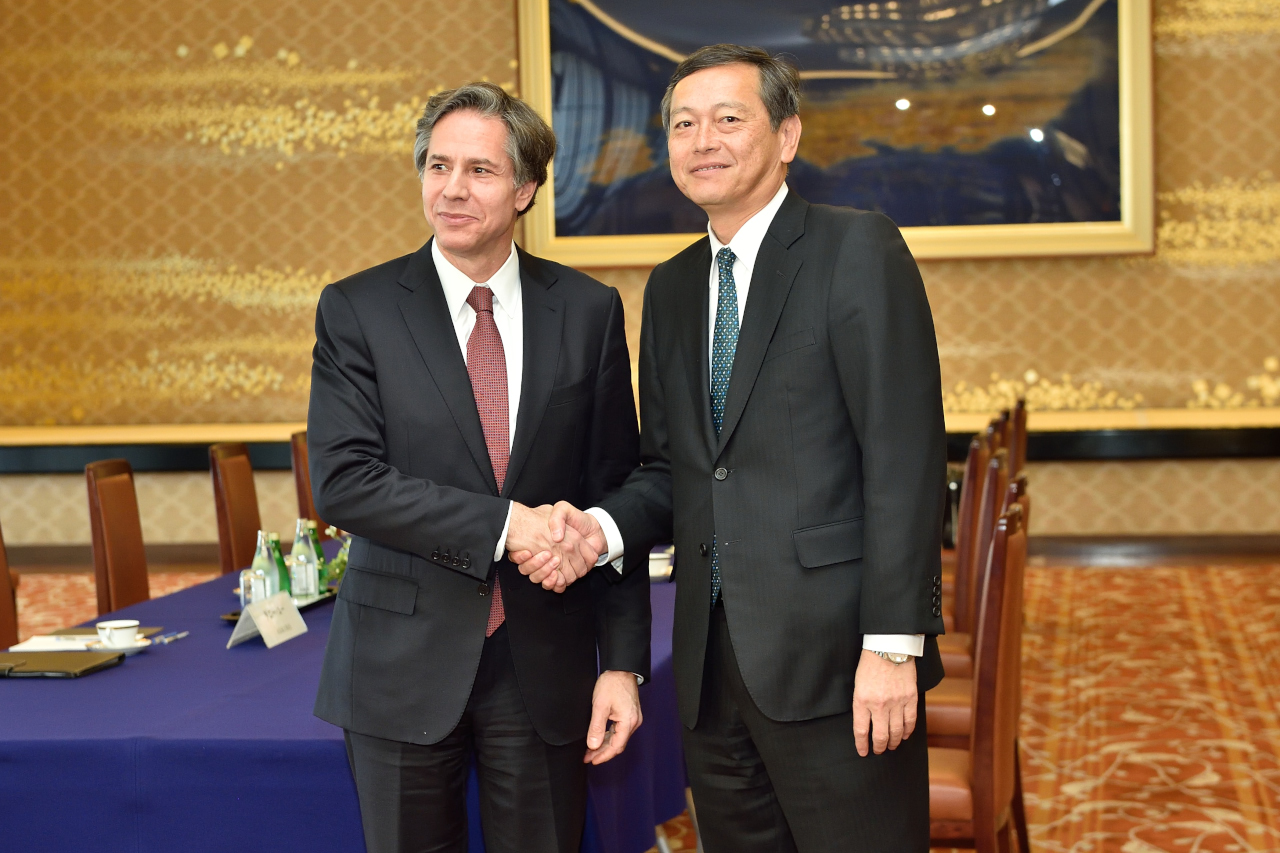
미국 국무부 부장관 앤터니 블링컨(왼쪽)과 악수를 나누고 있는 사이키 아키타카(2016년 촬영)

사이키 아키타카(일본어: 齋木 昭隆, 1952년 10월 10일 ~ )는 일본의 외교관이다. 외무성 아시아 대양주국장, 주인도 특명전권대사, 외무심의관(정무 담당)을 거쳐 외무 사무 차관을 지냈다. 퇴임 후 중동조사회 이사장, 미쓰비시 상사 이사, 이토엔 고문, 프린스 호텔 고문으로 있다.

## 인물
미에현 출신으로 고마바도호 고등학교, 도쿄 대학 교양학부를 졸업하고 1976년 외무성에 입성했다. 2006년 주미 공사, 2008년 외무성 아시아 대양주국장, 2011년부터 2012년까지 주인도 특명전권대사를 역임했다. 2012년 9월에는 외무심의관(정무 담당)으로 부임했고 2013년 6월에는 외무 사무 차관으로 취임했다.
북한에 의한 일본인 납치 문제, 핵무기 개발 문제 협상을 해온 이력도 있다.

## 발언
위키리크스는 2011년 5월, 사이키가 아시아 대양주국장 시절인 2009년 9월에 미국 국무부 차관보인 커트 캠벨과 가진 회담에서 다음과 같은 발언을 했다며 주일 미국대사관발 전문 내용을 공개했다.
- 전문에는 당시 민주당 정권(하토야마 유키오 내각)이 ‘대등한 미일 관계’를 외치던 것에 대해 사이키는 “이미 대등한 것에 하토야마 총리와 오카다 외무대신이 대체 무엇을 생각하는지 모르겠다”고 말한 것으로 밝혀졌다.[1] 또한 “여당 경험이 없는 민주당은 관료를 통제하고 미국에 도전하는 대담하면서도 새로운 외교 정책을 펴는 이미지의 필요성을 느꼈다”라며 “그런 생각은 어리석었다는 것으로 배우게 될 것”이라는 발언도 했다.[1]
- 사이키는 북한의 일본인 납치 문제와 관련하여 “북한은 연락 두절된 여러 명의 납치 피해자를 살해하고 있다고 생각한다”, “납치 피해자 가운데 몇 명은 살아 있다고 생각한다”라는 등의 발언을 한 것으로 알려졌다.[2] 하지만 사이키는 이 같은 발언 내용을 부인하고 “모든 납북자들은 생존하고 있다고 강력하게 믿고 있으며 그 전제 하에 지금까지도 북한측과의 협상을 거듭 해왔다”라고 전문을 통해 밝힌 바있다.[2]

## 가족 관계
선친은 주아르헨티나 대사를 역임한 사이키 센쿠로(1920년 7월 15일 ~ 1999년 9월 13일)이며, 부인은 외무성 연수소장인 사이키 나오코이다.

## 주요 경력
- 1975년 11월 : 외무공무원 채용 시험 합격
- 1976년 3월 : 도쿄 대학 교양학부 졸업
- 1976년 4월 : 외무성 입성
- 1977년 : 영어 연수(플레처 법률외교대학원 석사과정 수료)
- 1979년 : 주미국 일본대사관 2등 서기관
- 1981년 6월 : 외무성 북미국 북미제1과
- 1983년 6월 : 외무성 북미국 북미제1과 수석사무관
- 1983년 11월 : 외무성 경제국 국제경제제1과 수석사무관
- 1986년 7월 : 외무성 아시아국 동남아시아제2과 수석사무관
- 1988년 9월 : 제네바 국제기구 일본정부대표부 1등 서기관
- 1993년 8월 : 외무성 구아국 서구제2과장
- 1995년 1월 : 외무성 경제국 국제기관제2과장
- 1997년 2월 : 외무성 경제국 국제경제제2과장
- 1997년 9월 : 오부치 게이조 외무대신 비서관
- 1998년 7월 : 내각부 홍보관
- 2000년 8월 : 외무성 경제국 외무참사관
- 2000년 9월 : 대신관방 인사과장
- 2002년 9월 : 외무성 아시아 대양주국 차장
- 2006년 1월 : 주미국 일본대사관 공사
- 2008년 1월 : 외무성 아시아 대양주국장
- 2011년 : 주인도 특명전권대사
- 2012년 9월 : 외무심의관(정무 담당)
- 2013년 6월 : 외무 사무 차관, 문부과학성 일본 유네스코 국내위원회 위원, 일본 유네스코 국내위원회 운영 소위원회 위원
- 2016년 6월 : 퇴임
- 2016년 8월 : 주식회사 이토엔 고문[3]
- 2016년 9월 : 미쓰비시 상사 주식회사 고문, 주식회사 프린스 호텔 고문[4]
- 2017년 6월 : 공익재단법인 중동조사회 이사장[5], 미쓰비시 상사 주식회사 이사[6]